# М'сила (област)
М'сила (на арабски: ولاية المسيلة) е област на Алжир. Населението ѝ е 990 591 жители (по данни от април 2008 г.), а площта е 18 718 кв. км. Намира се в часова зона UTC+01. Телефонният ѝ код е +213 (0) 35. Административен център е град М'сила.